# Осока Гартмана
Осока Гартмана (Carex hartmanii) — вид рослин родини осокові (Cyperaceae), поширений у Європі й зх. Азії.

## Опис
Багаторічна трав'яниста рослина 40–70 см. Колоски 2–4 см завдовжки. Покривні луски квіток ланцетоподібні, поступово переходять в остюк. Мішечки 2.5–3 мм довжиною, з короткими носиками, зубці яких спрямовані вгору.

## Поширення
Поширений у Європі й зх. Азії.
В Україні вид зростає на сирих луках, в заростях чагарників, сирих лісах — в Поліссі та Лісостепу спорадично.

## Галерея

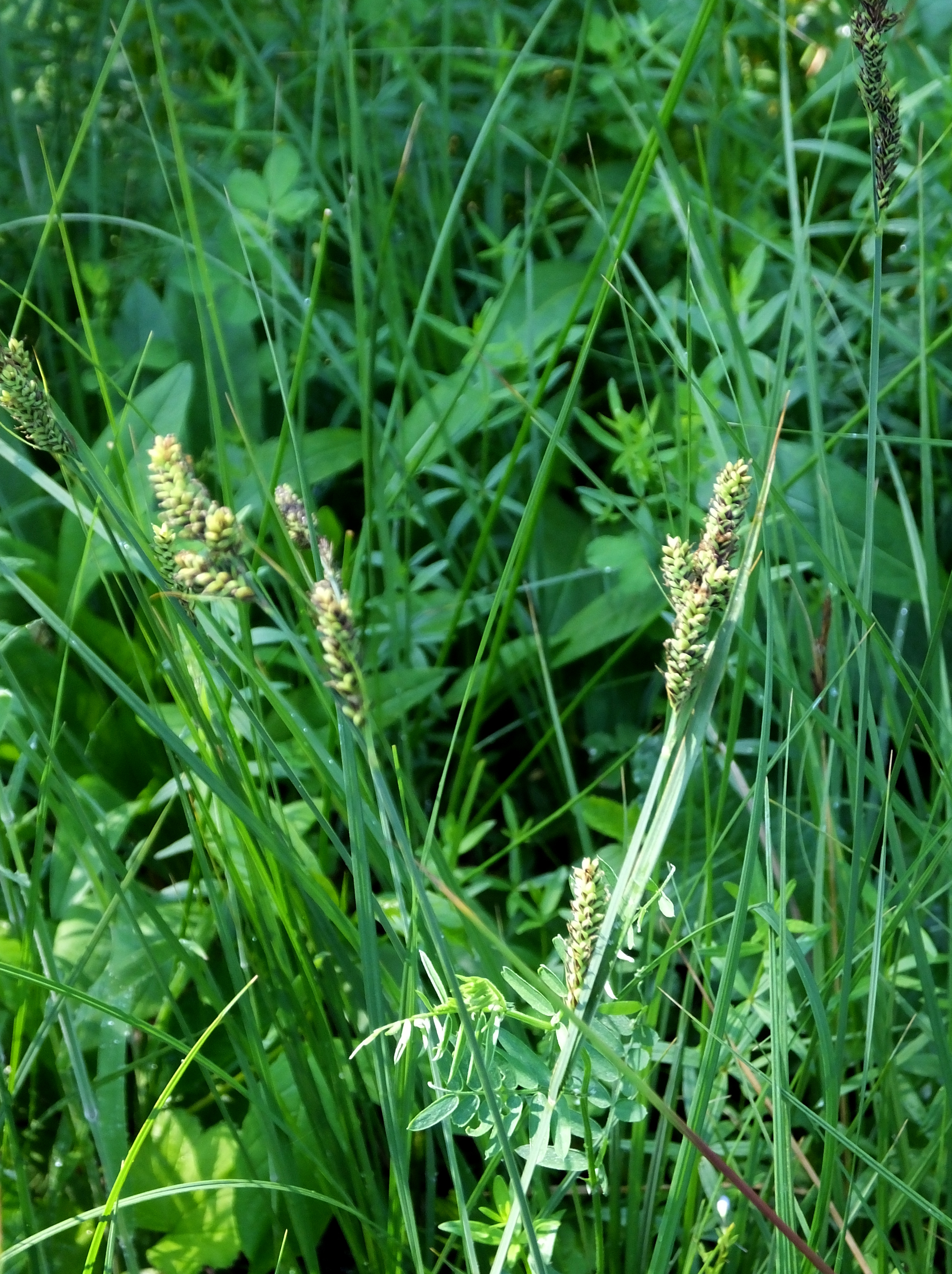
рослина
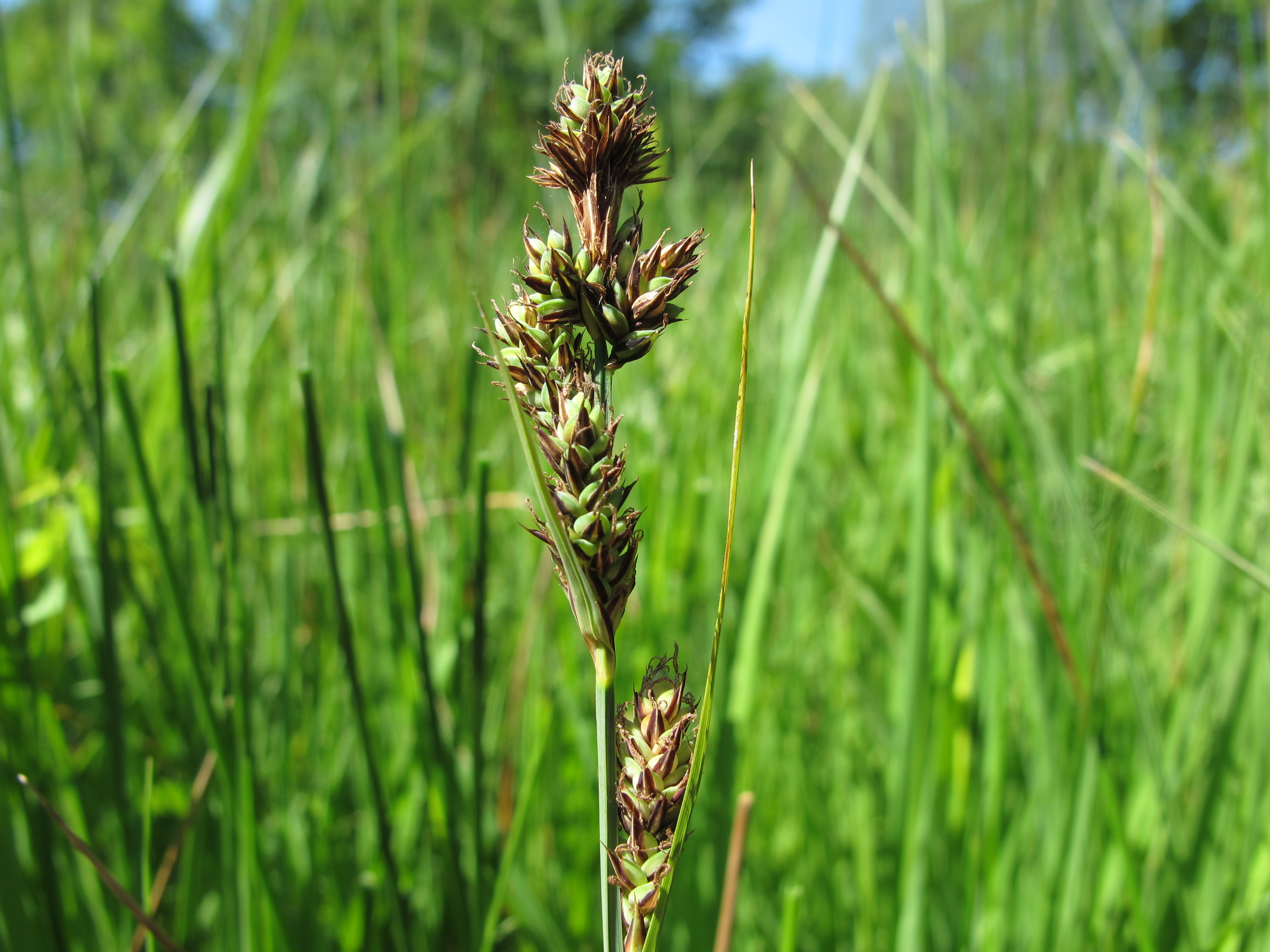
суцвіття